# Романенко Роман В'ячеславович
Роман В'ячеславович Романенко (4 серпня 1975, м. Мінськ, СРСР) — білоруський хокеїст, нападник.

## З життєпису
Вихованець хокейної школи «Юність» (Мінськ). Виступав за «Тівалі» (Мінськ), «Полімір» (Новополоцьк), «Юність» (Мінськ), «Керамін» (Мінськ), ХК «Вітебськ», «Динамо» (Мінськ), ХК «Гомель», «Хімволокно» (Могильов), «Металург» (Жлобин), ХК Брест.
У складі національної збірної Білорусі провів 7 матчів (3 передачі). У складі юніорської збірної Білорусі учасник чемпіонату світу 1993 (група C).
Володар Кубка Білорусі (2009).